# Heaven’s Gate (Neue Religiöse Bewegung)
Heaven’s Gate (Englisch für Himmelstor) war eine in den frühen 1980ern in den Vereinigten Staaten gegründete Neue Religiöse Bewegung, die einen Ufoglauben vertrat. Sie wurde von Marshall Herff Applewhite und Bonnie Nettles geführt.
Der kollektive Suizid der meisten Gruppenmitglieder während des Erscheinens des Kometen Hale-Bopp im Jahre 1997 erregte weltweit großes Aufsehen. Applewhite überzeugte 39 seiner Anhänger zum Selbstmord als Weg dazu, ihre Seelen auf eine Reise in ein Raumschiff zu transferieren. Das Raumschiff sollte sich angeblich hinter dem Kometen befinden.

## Entwicklung
Marshall Herff Applewhite (1931–1997) war der Sohn eines presbyterianischen Predigers und arbeitete als Kirchenmusiker. Wegen „Gesundheitsproblemen emotionaler Natur“ wurde er 1970 entlassen. 1971 versuchte er, sich in einem Krankenhaus von seiner Homosexualität „heilen“ zu lassen. Dort traf er die Krankenschwester Bonnie Lu Nettles (etwa 1927–1985). Von da an blieben beide zusammen bis zu Nettles’ Tod. Beide interessierten sich für Astrologie und glaubten, sich in früheren Leben gekannt zu haben. Sie sahen sich von Geistern und Schutzengeln umgeben. Bald gründeten sie ihre UFO-Religion und nannten sich unter anderem „The Two“, später auch „Bo und Peep“ oder „Winnie und Pooh“. In den folgenden Jahren gewannen sie eine Gefolgschaft, zeitweise bestehend aus mehreren Hundert Menschen aus allen Gesellschaftsschichten. Sie nannten ihre Organisation zunächst Guinea Pig (Meerschweinchen bzw. „Versuchskaninchen“), dann HIM (Human Individual Metamorphosis), später TOA (Total Overcomers Anonymous). Zuletzt verwendeten sie den Namen Heaven’s Gate (übersetzt Himmelstor).
Die Struktur der Gruppe entsprach etwa einem mittelalterlichen Mönchsorden. Die Mitglieder gaben jeglichen Privatbesitz und jede Art von Privatsphäre auf. Sie lebten asketisch und gemeinschaftlich. Es wurden kleinteilige Regeln für alle Lebensbereiche vorgegeben, Applewhites Anweisungen war immerzu Folge zu leisten. Die Villa, in der sie lebten, war mit technischen Überwachungseinrichtungen ausgestattet. Jeder Lichtschalter, jedes Regal und Behältnis war penibel genau beschriftet. Sieben männliche Mitglieder, darunter Applewhite selbst, ließen sich zur besseren Askese kastrieren.
Nach Nettles’ Tod führte Applewhite die Gemeinschaft alleine weiter. Die Gruppe finanzierte sich zuletzt durch professionelle Website-Entwicklung unter dem Namen „Higher Source“ (höhere Quelle).
Im November 1996 veröffentlichte der Amateurastronom Chuck Shramek ein Foto des Kometen Hale-Bopp, auf dem direkt neben dem Kometen ein leuchtendes Objekt zu sehen war, das er als viermal so groß wie die Erde einschätzte – Astronomen identifizierten es später als einen Fixstern. Shramek informierte den an Grenzwissenschaften interessierten Radio-Moderator Art Bell. In dessen Sendung erklärte der Politikwissenschaftler Courtney Brown, die Hellseher, die er in seinem Farsight Institute untersucht habe, hätten das Objekt als Raumschiff Außerirdischer erkannt.
Das war für die Anhänger von Heaven’s Gate das erwartete Zeichen. Sie glaubten daran, dass der Erde ein „Recycling“ (im Sinne von Reinigung, Erneuerung) bevorstehe und dass das außerirdische Raumschiff hinter dem Kometen ihnen helfen werde, dieser Apokalypse zu entkommen. Im Februar 1997 erreichte der Komet Hale-Bopp eine scheinbare Helligkeit von 2m. Am 19. März 1997, drei Tage bevor der Komet der Erde am nächsten war, filmte Applewhite sich selbst. Er sprach darin von Massensuizid als dem einzigen Weg, die Erde zu verlassen. Er und seine Anhänger rechneten damit, dass ihre Seelen anschließend an Bord des Raumschiffs genommen und in eine „höhere Entwicklungsstufe“ überführt würden.
Am 26. März 1997 wurden die Leichen von Applewhite und 38 seiner Anhänger, 17 Männer und 21 Frauen im Alter zwischen Mitte 20 und über 70 Jahren, in ihrer Villa in der Gemeinde Rancho Santa Fe (nördlich San Diegos, Kalifornien) gefunden. Sie hatten offenbar in drei Phasen mit Schlafmitteln und Wodka Suizid begangen: 15 Mitglieder starben am 24. März, 15 weitere am 25. März und neun am 26. März.
Die 39 Toten lagen ordentlich in Etagenbetten, waren mit purpurroten Tüchern zugedeckt und trugen einheitliche schwarze Kleidung, neue Turnschuhe und Ärmelaufnäher mit der Aufschrift „Heaven’s Gate Away Team“. (Der Begriff „Away Team“ – Auswärtsteam – ist der Science-Fiction-Serie Star Trek entliehen; er bezeichnet dort Besatzungsmitglieder, die auf einer Mission außerhalb des Raumschiffs, zum Beispiel auf einem Planeten, sind.) Jeder hatte einen 5-Dollar-Schein und drei Vierteldollar-Münzen in der Tasche.
Ein Gruppenmitglied, Rio Di Angelo, beging keinen Suizid. Er hatte Wochen zuvor mit Applewhite vereinbart, die Gruppe zu verlassen, damit er die Videos und Literatur der Bewegung weiterverbreiten könne. Von ihm stammt ein Video der Villa in Rancho Santa Fe, das der Polizei jedoch erst 2002, fünf Jahre nach dem Ereignis, zukam.